# 南莫尔顿
南莫尔顿（South Molton）是英格兰德文郡鼹鼠河河畔的一个小镇，人口约五千。它经由1835年市議會組織法令成为自治市镇，直到1967年成为南莫尔顿农村地区（South Molton Rural District）的一部分。
南莫尔顿是一个集镇，以羊牛贸易为主。它曾有一个火车站，1966年关闭。南莫尔顿社区学院（South Molton Community College）位于此地。